# 勇度
勇度·乌东塔（英語：Yondu Udonta），或简称勇度（英語：Yondu）是一名出现于漫威漫画出版的美国漫画书中的虚构人物。起初勇度的设定是他的种族在31世纪唯一的幸存者，以及银河护卫队的创始人之一。今天的勇度出现在616宇宙中，是太空海盗“掠夺者”（Ravagers）的领导者。

## 人物
勇度原本是太阳系之外半人马星上的土著居民，蓝色皮肤的盗猎者，在贝杜恩人毁灭了整颗星球后，他和原本前来勘察地形的胜利上校一同逃离了这颗死星。在摆脱了敌军的围追堵截后，与同是逃犯的查理-27和晶体人马丁内克斯相遇，四位英雄共同组成了第一支银河护卫队。

## 其他媒體

### 電影
- 漫威電影宇宙：由迈克尔·鲁克饰演勇度。
  - 《银河护卫队》[1]（2014年）：勇度为生活在当下的一个太空海盗。
  - 《银河护卫队2》[2] （2017年）：為對過去的贖罪，將僅有的便攜式太空衣交給奎爾，和奎爾享受最後父子時光後壯烈犧牲在太空中。
  - 《銀河守護隊3》（2023年）：客串

### 電視
- 《星際異攻隊（英语：Guardians of the Galaxy (TV series)）》：由詹姆斯·阿諾德·泰勒配音[3][4]。
- 漫威電影宇宙：由迈克尔·鲁克回歸飾演勇度。
  - 《無限可能：假如…？》（2021-2023年）[5]：動畫劇集，配音演出。
  - 《星際異攻隊 聖誕特別篇》（2022年）：僅在動畫閃回畫面中出現，配音演出。

### 電子遊戲
- 《迪士尼無限：漫威超級英雄》[6]：勇度由Chris Edgerly配音[7]。
- 《漫威：未來之戰》：手機遊戲，勇度是玩家可使用角色之一[8]。
- 《漫威超級戰爭》
- 《銀河守護隊：Telltale系列（英语：Guardians of the Galaxy: The Telltale Series）》：勇度由Mark Barbolak配音。
- 《漫威：未來革命》